# Федорчук Віталій Васильович
Віта́лій Васи́льович Федорчу́к (27 грудня 1918, с. Огіївка, Київська губернія, УНР— 29 лютого 2008, Москва, РФ) — радянський політичний та військовий діяч, голова Комітету державної безпеки УРСР (16 липня 1970 — 26 травня 1982), у 1982 призначений головою КДБ СРСР, від грудня 1982 до січня 1986 — міністр внутрішніх справ СРСР, генерал армії (1982). Член ЦК КПУ в 1971—1986 р. Кандидат у члени Політбюро ЦК КПУ у вересні 1973 — лютому 1977 р. Член Політбюро ЦК КПУ в лютому 1976 — жовтні 1982 р. Депутат Верховної Ради УРСР 10-го скликання. Депутат Верховної Ради СРСР 8—11-го скликань (1970—1989).

## Біографія
Народився в селі Огіївці Сквирського повіту Київської губернії в селянській родині. Після закінчення семирічної школи, у 1934 році влаштувався на роботу інструктором-масовиком багатотиражної газети політичного відділу машинно-тракторної станції (МТС), працював літературним працівником у районних газетах Житомирщини і Київщини.
У Червоній армії з 1936 року. У 1939 році закінчив Київське військове училище зв'язку імені Калініна, після чого служив у органах військової контррозвідки. Вищу освіту отримав пізніше, закінчивши у 1960 році заочно Вищу школу КДБ при Раді Міністрів СРСР.
У органах держбезпеки СРСР з березня 1939 року. Служив помічником оперативного уповноваженого особливого відділу НКВС Уральського військового округу, з червня 1939 року — заступник начальника особливого відділу НКВС 82-ї мотострілецької дивізії в Забайкальському військовому окрузі. На цій посаді брав участь у бойових діях на річці Халхін-Гол (1939) і у німецько-радянській війні, коли дивізія в жовтні 1941 року була перекинута на Західний фронт в 5-у армію, що воювала на Можайському напрямі.
Член ВКП(б) з 1940 року.
У боях під Можайськом був важко поранений в кістку, але після лікування повернувся на службу. З березня 1942 року — начальник особливого відділу НКВС 92-ї танкової бригади на Калінінському, Західному і Північно-Кавказькому фронтах. З вересня 1943 року — заступник начальника відділу контррозвідки СМЕРШ (з 1946 — МДБ СРСР) Ярославського, з 1944 року — Калінінського гарнізонів.
У лютому 1949 року призначений начальником відділу Управління особливих відділів МДБ СРСР по Московському військовому округу(МВО), з грудня 1950 року — начальник відділу Управління особливих відділів МДБ СРСР по Центральній групі військ в Австрії. У 1954 році став заступником начальника очолюваного ним раніше відділу. З липня 1955 року — заступник начальника, з 1958 року — начальник особливого відділу КДБ по Московському військовому округу. У лютому 1963 року став заступником начальника, а в лютому 1966 року — начальником Управління особливих відділів КДБ СРСР Групи радянських військ в Німеччині.
З лютого 1967 по 1970 рік — начальник 3-го Головного управління КДБ СРСР (військова контррозвідка) при Раді Міністрів СРСР.
З 18 липня 1970 по травень 1982 року — голова КДБ при Раді Міністрів Української РСР і член Колегії КДБ СРСР.
З 26 травня по 17 грудня 1982 року — голова КДБ СРСР.
Указом Президії Верховної Ради СРСР від 17 грудня 1982 року був призначений міністром внутрішніх справ СРСР із звільненням від обов'язків голови КДБ СРСР; того ж дня йому було присвоєно військове звання генерал армії. На посаді міністра змінив Щолокова, проти якого було порушено кримінальну справу. У січні 1986 року був звільнений Горбачовим від міністерської посади і зарахований військовим інспектором-радником в Групу генеральних інспекторів Міністерства оборони СРСР, ліквідовану в 1992 році. Тоді ж був звільнений у відставку.
Звільнення переніс важко. У нього був великий інсульт, два тижні він лежав у безпам'ятності. І повністю здоров'я не відновилося. Помер у Москві 29 лютого 2008 року після важкої тривалої хвороби. Похований на Головінському кладовище Москви.

## Нагороди
- орден Леніна (1977)
- орден Жовтневої Революції (1971)
- два ордени Трудового Червоного Прапора (1973, 1980)
- орден Вітчизняної війни 1-го ст.(1985)
- три ордени Червоної Зірки (1943, 1952,)
- медаль «За бойові заслуги»
- медалі
- почесна грамота Президії Верховної Ради Української РСР (26.12.1978)
- знак «Почесний співробітник держбезпеки» (1965)
- бойовий орден «За заслуги перед народом і Вітчизною» 1-го ст. (НДР) (1970)
- орден «За заслуги перед Вітчизною» (НДР) (1975)
- орден «9 вересня 1944 року» 1-го ст. (НРБ) (1974)
- орден Червоного Прапора (ЧССР) (1970)
- орден Відродження Польщі (ПНР) (1972)
- орден Сухе-Батора (МНР)
- орден «За військові заслуги» (МНР)
- орден «Полярної зірки» (МНР)